# Humerœuille
Humerœuille település Franciaországban, Pas-de-Calais megyében. Lakosainak száma 179 fő (2022. január 1.). Humerœuille Tilly-Capelle, Humières, Bermicourt, Blangy-sur-Ternoise, Éclimeux és Érin községekkel határos.

## Népesség
A település népességének változása:
| Lakosok száma | 148  | 165  | 174  | 176  | 178  | 180  | 180  | 179  | 179  |
|               | 2013 | 2015 | 2016 | 2017 | 2018 | 2019 | 2020 | 2021 | 2022 |